# Inès Dhaou
Inès Dhaou, née le 6 février 1988 à Toulon, est une footballeuse française qui évolue au poste de milieu de terrain au FCF Juvisy. Elle compte une sélection pour un but en équipe de France.

## Biographie
Inès Dhaou a joué un match en équipe de France. Elle a marqué le but du 5-0 face à l'Irlande sur penalty, le 7 septembre 2005.

## Buts internationaux
|    | Date             | Lieu         | Adversaire           | Résultat | Compétition |
| -- | ---------------- | ------------ | -------------------- | -------- | ----------- |
| 1. | 7 septembre 2005 | Sens, France | République d'Irlande | 6-0      | Amical      |